# Het Goede Doel
Het Goede Doel este o formație olandeză de pop. Membrii formației sunt:
- Henk Westbroek
- Henk Temming
- Geert Keysers
- Hans van den Hurk
- Joost Vergoossen
- Peter Hermesdorf
- Richard Ritterbeeks